# 天衣みつ
天衣 みつ（あまい みつ、1984年12月22日 - ）は、日本の元AV女優。
岩手県出身。血液型:B型。身長:155cm。スリーサイズ:B86(E)・W56・H83。

## 略歴・人物
2004年、企画女優「滝沢美鈴（たきざわ みすず）」としてAVデビュー。
デビューしてすぐに「天衣みつ」に改名。女優・モデル事務所であるBKプロモーション所属だった。
ラストラスなど一部のメーカーの商品では「甘衣みつ」名義（誤字、読みは同じ）で出演している。「滝沢美鈴」名義で裏ビデオの出演歴がある。
2006年2月には、『性交指南』（オーロラプロジェクト）で監督デビューを果たした。
2007年6月30日をもって引退した。

## 出演作品

### アダルトビデオ
滝沢美鈴 名義
2004年
- 地下駐車場 ［性欲解放パーキングエリア］（4月3日 ドリームチケット）
- レズ奴隷 3 ～女教師の目醒め～（4月15日 ディープス）
- 痴女★校生 [オトナが敬語になるプレイ]（4月29日 ドリームチケット）
- おんなのこのオナニー5（5月3日 ディープス）オムニバス作品

天衣みつ 名義
2004年
- エクスタシーエンジェル（5月28日 オーロラ・プロジェクト）
- 蜜色の恋人（6月3日 プレステージ）
- ザ･レイプ 巨乳女子高生（6月3日 ヒビノ）オムニバス作品
- エクスタシーエンジェル2（6月25日 オーロラ・プロジェクト）
- 無印良娘 ～むじるしよいこ～（7月1日 ワンズファクトリー）
- 強淫凌辱6（7月16日 プレステージ）
- 拘束性交（7月28日 オーロラ・プロジェクト）
- LUSH DUO～デュオ～　MITSU&ANRI（9月30日 オーロラ・プロジェクト）
- LUSH GIRLS GO CRAZY（9月30日 オーロラ・プロジェクト）
- ぶっかけ女子校生（9月30日 アリスJAPAN）
- 女子高生痴漢陵辱暴行レイプ（10月21日 SODクリエイト）
- 天衣みつのぶっかけ中出し監禁奴隷（11月18日 アイエナジー）
- 女子校生レズ みつとこのみ（11月26日 アリスJAPAN）
- PRESTIGE ACTRESS 1（12月3日 プレステージ）
- 天衣みつの超高級ソープ嬢（12月4日 オーティス）
- 緊急発売!祝二十歳狂乱悪酔い朝までハメ責め（12月16日 ナチュラルハイ）

2005年
- 見世物小屋（1月14日 オーロラ・プロジェクト）
- ザーメンクラブ 8 [女神降臨]（1月19日 ワープエンタテインメント）
- ナチュラルハイ VS 天衣みつ（1月20日 ナチュラルハイ）
- スウィートミックス（1月28日 メディアステーション）
- 徹底攻略（3月1日 ワンズファクトリー）
- ＠天衣みつ オナニストエンジェル（3月4日 ナチュラルハイ）
- THE TRAP（3月15日 ジェイモデル）
- イカせ続けると女はどーなるのか?（4月1日 ワンズファクトリー）
- デジタルコカン（4月1日 ワンズファクトリ）
- 巨乳ナース（4月20日 GLAY'z）
- 美保唯と天衣みつのダブル･ユー･ドリーム（4月22日 レアル・ワークス）
- Yシャツっ娘（5月1日 ワンズファクトリ）
- フェアリーノーズ　天衣みつ　（5月4日 GLAY'z）
- 痴漢バス女子校生（5月6日 TMA）
- 超高級ソープ嬢 秘技伝授レズ（ハート）ソープ（5月20日 オーティス）
- デジタルモザイク Vol.072（5月13日 MOODYZ）
- おんなのこのおなにー 7（5月19日 ディープス）
- レズみつ（5月20日 GLAY'z）
- コスプレ レズ（6月3日 TMA）
- しゃぶり姫（白）or（紫）（6月4日 SODクリエイト）
- ゴックンランド（6月13日 MOODYZ）
- 淫語痴女ナース（7月1日 MOODYZ）
- ゴックンくらぶ 6（7月13日 MOODYZ）
- 天衣みつと温泉とおやじの欲望（7月22日 インディーズ）
- ふたなり少女（7月29日 TMA）
- high school doll（7月29日 マルクス兄弟）オムニバス作品
- 僕だけの天衣みつ（7月29日 マルクス兄弟）
- 天衣みつです。（9月1日 ワンズファクトリー）
- 苦い蜜（9月5日 ワープエンタテインメント）
- 英國給仕 くつろぎ（9月10日 ドリームチケット）
- ロストプリンセス（9月15日 ジェイモデル）
- 陵辱近親相姦 ～美少女愛玩遊戯～（9月22日 ヒビノ）
- 接吻、密室、天衣みつ。（10月19日 ドグマ）
- 月刊天衣みつ 完全版（11月18日 おかず。（ケイ・エム・プロデュース））
- 接吻カフェテリア（12月4日 アロマ企画）
- 女子校生拉致監禁 罰 完全版（12月8日 ゴーゴーズ）
- 交尾エロ デジモ&スケルトンエロス（12月15日 ドグマ）
- ウルトラデジモ&ウルトラ痴女（12月19日 クロス）

2006年
- 新任女教師 中出し20連発（1月4日 アイエナジー）
- ホメゴロシ お痴おき幼恥園（1月5日 ワープエンタテインメント）
- 拘束椅子トランス（1月19日 ドグマ）
- ツンデレLOVE（2月3日 TMA）
- 天衣みつと衣裳部屋の鍵、貸します。Vol.08（2月5日 ワープエンタテインメント）
- 未公開映像!3人の美女が密室で濃厚な接吻と最高に猥褻なセックス（2月19日、ドグマ）
- 誘われたら断れない女（2月15日 TMA）
- 性交指南 （2月23日 オーロラ・プロジェクト）※初監督作品
- 美しい痴女の接吻とセックス16（3月19日 ドグマ）
- ふたなりズム2（3月19日 ドグマ）
- 喜怒快楽＊激変エロみつ（3月25日 OPERA［オペラ］）
- 女子校生れず先輩と私72（4月21日 U&K）
- ど痴女11（4月28日 U&K）
- ミリオン・ドリーム（5月1日 ケイ・エム・プロデュース）※AV OPEN 2006エントリー作品
- 中出しマニア新薬実験サークル 痙攣アクメ地獄（5月4日 SODクリエイト）
- ノーモザイクおまんこ4（5月13日 カルマ）
- 潮吹きバラエティー“噴射の神様” 4 完全版（5月26日 おかず。（ケイ・エム・プロデュース））
- 天衣みつのイキッパ!（6月3日 グローリークエスト）
- 手コキ痴獄「手゛ちゃう!」8（6月9日 U&K）
- オナオナ指辱遊び13（6月9日 U&K）
- 超過激女だらけのオナニー研究会 レズ編 vol.3（6月13日 はじめ企画）
- 狙われた教室 調教レズレイプ～女が女を犯す時。～3（6月16日 U&K）
- グラッシープッシー（7月1日 MOODYZ）
- ふたなリズム 3（7月19日 ドグマ）
- PORNOGRAPH 14（8月5日 グラフィス）オムニバス作品
- DEEP INSIDE HOLE＃16（8月7日 桃太郎映像出版）
- ミリオン・ドリーム～私立ミリ商の天使たち～ 完全版（8月18日 ケイ・エム・プロデュース）
- Eros 肉棒の虜（9月19日 桃太郎映像出版）
- 絶頂～天衣みつ～（10月1日 V（ヴィ））
- IPキャバクラへようこそ（10月1日 アイデアポケット）
- 女子校生 中出し20連発（10月5日 アイエナジー）
- 超最高級 性感 中出し20連発（11月16日 アイエナジー）
- 念願の教育実習生が天衣みつ（11月16日 V&Rプロダクツ）
- めがねっ娘（11月19日 桃太郎映像出版）
- ダブル マンイーター ［男喰い］（12月1日 アイデアポケット）
- 誘惑（12月7日 SODクリエイト）
- ぶっ飛び!　公衆便所（12月7日 アイエナジー）
- 若妻官能劇場 淫らな腰つき（12月21日 ヒビノ）

2007年
- マジックミラー号逆ナンパ編 超豪華お年玉スペシャル! 池袋痴女旋風編（1月5日 ディープス）
- 若妻 中出し20連発（1月18日 アイエナジー）
- THE痴女×超ギリ激ヤバモザイク×あの!天衣みつがギャル痴女!（2月8日 ディープス）
- ロケの裏で女優50人にやりたい放題!完全撮り下ろし!懲戒免職ADが隠し持っていたVTR入手!（2月8日 ディープス）
- 4時間完全撮り下ろし!! 17人の口まんこフェラ痴オ（2月19日 桃太郎映像出版）
- トリプルシャワー 女のザーメン2（2月25日 しのだプロジェクト）
- エロい女 中出し20連発（3月8日 アイエナジー）
- Best of Advanced Actresses ～よく見るあの子は誰?～（3月8日、SODクリエイト）
- ザーメン中出し凌辱メイド（5月1日 ワンズファクトリー）
- 麻薬捜査官 ヤク漬け 膣痙攣（5月17日 アイエナジー）
- Angel Kiss ビアンたちの愛情物語6（5月25日 グラフィティジャパン）
- 恩師の妻（6月16日 グラフィティジャパン）
- 老人天国 中出し20連発（6月21日 アイエナジー）
- 「カワイク撮るからちょっとヤラせてくれない?」（7月13日 メディアバンク）※甘衣みつ 名義
- 浴衣 中出し20連発（7月19日 アイエナジー）
- 怪奇アダルト妖怪ポルノ物語（7月19日 クロス）
- ロゼーン・メイデン（8月10日、TMA）
- 32人の乳もみインタビュー 4時間（8月10日 TMA）
- 女子アナ 中出し20連発（8月16日 アイエナジー）
- 集団電マ責め 無限イカせ中出しFUCK（9月1日 ワンズファクトリー）
- 美人乳主義（9月15日 ルビー）
- バーチャルオナニー（9月15日 ルビー）
- プライベート ～恋のゆくえ～（9月15日 ルビー）
- 極美女 連続アクメ（9月15日 ルビー）
- 黒人中出し21連発 新入社員（10月13日 カルマ）
- 女弁護士（10月18日 アイエナジー）
- 引退。天衣みつ（12月6日 アイエナジー）

2008年
- 天衣みつスペシャル 完全永久保存版（2月7日、アイエナジー）※単体ベスト
- 天衣みつ 中出し100連発（4月17日、アイエナジー）※単体ベスト

2010年
- オペラ5周年記念DVD24時間6枚組 （12月25日、オペラ）

2011年
- MOODYZ懐かしの名女優コレクション Vol.12 天衣みつ（3月13日、MOODYZ）※単体ベスト
- ノーカット（8月1日、NIRVANA）※単体ベスト

2013年
- あの時の君に会いたい。 天衣みつ 2枚組8時間（8月23日、TMA）※単体ベスト

### イメージビデオ
- 天衣みつ / 蜜月 [honeymoon]（2005年1月25日 アリウス）
- 巨乳痴漢（秘）劇場 ～爆乳OLの秘密～（2005年10月7日 竹書房）
- 天衣みつ / ブューティーハニー（2005年12月22日 イーネット・フロンティア）

### ピンク映画、オリジナルビデオ
- 食堂のお姉さん 〜淫猥大盛定食〜（2006年 ムーンライト）
- 平成未亡人下宿 痴漢みだら指（2006年7月7日 新東宝映画）

### テレビ
- 桃のふくらみ（MONDO TV）

## 書籍
- 脱ぐしか選択肢のなかった私。（2006年6月30日発売 英知出版 ISBN 4-7542-2067-6）